# Calidris alpina
El correlimos común o playero común (Calidris alpina) es una especie de ave Charadriiforme de la familia Scolopacidae común en las zonas húmedas de Europa. Cría en las regiones del Ártico. Las aves que crían en el norte de Europa y Asia son migradores de larga distancia, invernando en las costas de la península ibérica, África, Sudeste asiáticoy Oriente Medio. Las aves que anidan en Alaska y el ártico canadiense realizan migraciones cortas a las costas del Pacífico y Atlántico de Norteamérica, aunque las aves que crían en el norte de Alaska invernan en Asia.
El Correlimos común es un ave muy gregaria en invierno, que en ocasiones forma grandes bandadas en marismas o playas de arena. Es una de las limícolas más comunes en sus zonas de cría e invernada. Tiene una longitud típica de 17–21 cm y 32–36 cm de envergadura de ala. El adulto en plumaje de cría tiene una distintiva barriga negra. En invierno el plumaje es básicamente gris por encima y blanco por debajo. Las patas son negras así como el pico que está ligeramente curvado hacia abajo. 

Poseen un reclamo muy distintivo, y los adultos, listados en primavera, son de fácil identificación.
El nido, en el suelo, es en forma de taza, revestido de hierba, poseyendo 4 huevos en una única nidada, de mayo a julio. Se alimenta picoteando en el fango, buscando gusanos, insectos y moluscos.

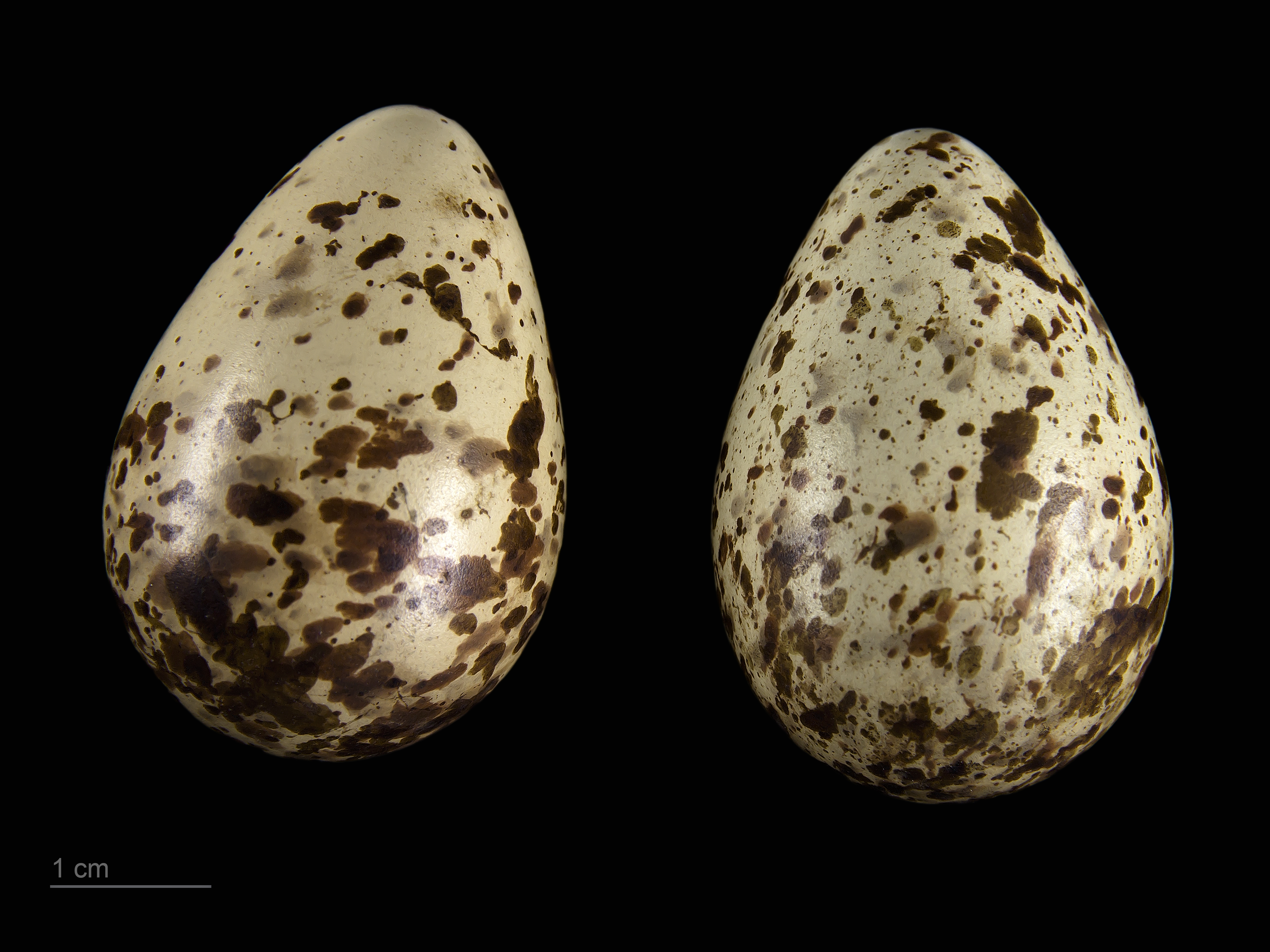
Calidris alpina alpina - MHNT

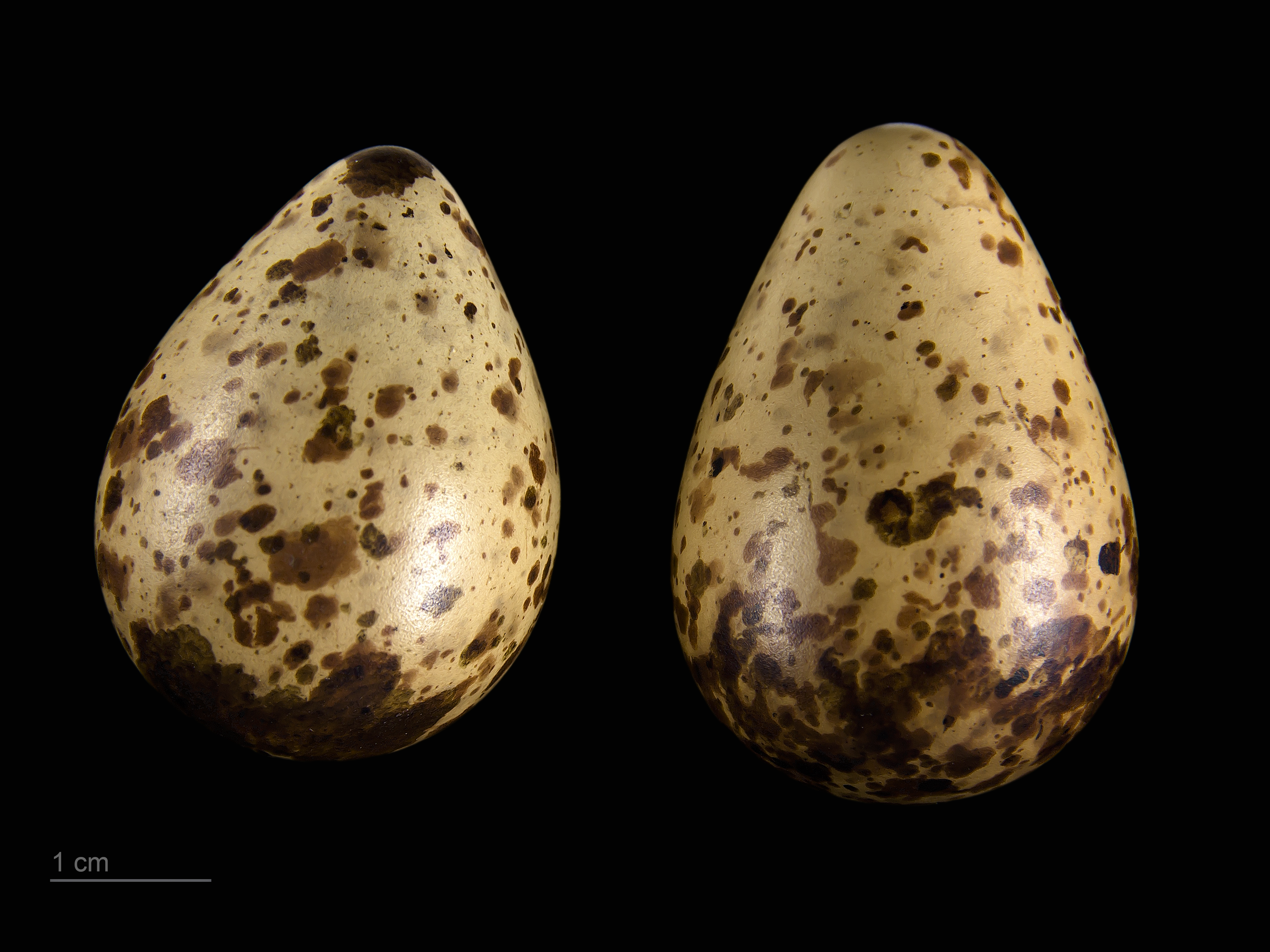
Calidris alpina schinzii - MHNT

Su distribución es muy amplia: en verano, desde humedales e islas del norte de Europa y la tundra, hasta el sur europeo, en zonas de marismas, playas y desembocaduras.

## Subespecies
Se conocen diez subespecies de Calidris alpina que se distinguen principalmente por el grado de rojez en el plumaje nupcial y la longitud del pico:
- Calidris alpina actites Nechaev & Tomkovich, 1988: anida en el norte de Sajalín e inverna en el Este de Asia.
- Calidris alpina alpina (Linnaeus, 1758): anida en el norte de Europa y el noroeste de Siberia hasta el río Yenisei, invernando en el oeste de Europa, las costas del Mediterráneo, África y el sudoeste de África hasta la India.
- Calidris alpina arctica (Schioler, 1922): Anida en el noreste de Groenlandia e inverna en el noroeste de África.
- Calidris alpina arcticola (Todd, 1953): anida en el norte y noroeste de Alaska y en el noroeste de Canadá e inverna en China, Corea y Japón.
- Calidris alpina centralis (Buturlin, 1932)
- Calidris alpina hudsonia (Todd, 1953): anida en el centro y norte de Canadá (bahía de Hudson e inverna en el sudeste de los Estados Unidos.
- Calidris alpina kistchinski Tomkovich, 1986: Anida al norte del Mar de Ojotsk y al sur de Koriakia, al norte de las Islas Kuriles y en Península de Kamtchatka e inverna en el este de Asia.
- Calidris alpina pacifica (Coues, 1861): anida en el oeste y el sur de Canadá e inverna en el oeste de Estados Unidos y México.
- Calidris alpina sakhalina (Vieillot, 1816) : anida en el extremo noreste de Asia e inverna en el este de China, Corea, Japón y Taiwán.
- Calidris alpina schinzii (Brehm, C.L. & Schilling, 1822) : anida en el sudeste de Groenlandia, Islandia, las islas británicas, el sur de Escandinavia y el mar Báltico, e inverna en el sudoeste de Europa y el noroeste de África.

|  |  |

La población reproductora europea se estima a principios del siglo XXI en unas 350 000 a 570 000 parejas reproductoras. La mayoría de ellas, de 200 000 a 300 000 parejas en Islandia, que pertenecen a la subespecie Calidris alpina schinzii.